# Ploëzal
Ploëzal é uma comuna francesa na região administrativa da Bretanha, no departamento Côtes-d'Armor. Estende-se por uma área de 26,21 km². Em 2010 a comuna tinha 1 260 habitantes (densidade: 48,1 hab./km²).